# Братья Боротьбенко
Анатолий Александрович Боротьбенко (род. 1967, Киев, Украинская ССР, СССР), Александр Александрович Боротьбенко (род. 1977, Киев, Украинская ССР, СССР) — родные братья, которые в период с 5 ноября 1998 года по 13 июля 1999 года совершили не менее 14 убийств мужчин, девушек и женщин на территории города Киев и Киевской области по различным мотивам. Большая часть из жертв братьев Боротьбенко являлись проститутками, которые в силу своей профессии подвержены большой виктимности. В 2002 году братья Боротьбенко были приговорены к пожизненному лишению свободы. Известны под прозвищем «Маньяки с окружной дороги».

## Биография

### Детство и юность
О ранних годах жизни братьев Боротьбенко известно крайне мало. Анатолий и Александр Боротьбенко родились в Киеве в 1967 и 1977 годах соответственно. Александр был самым младшим сыном в семье. Братья имели еще брата Валерия, который в их преступлениях никакого участия не принимал. Детство и юность старший из братьев Анатолий Боротьбенко провел в социально благополучной обстановке. В школьные годы он увлекался спортом. Обладая высоким ростом и атлетическим телосложением, Анатолий Боротьбенко в юности имел множество друзей, знакомых и пользовался популярностью у девушек. После окончания школы он освоил профессию водителя. В середине 1980-х годов Анатолий Боротьбенко был призван в Советскую Армию. Военную службу он проходил в Афганистане, где принимал участие в военных действиях в составе воздушно-десантных войск. После демобилизации Анатолий Бороьбенко вернулся в Киев, где устроился водителем в одном из АТП. Там он проработал вплоть до распада СССР. По версии следствия именно в тот период Анатолий Боротьбенко совершил свое первое убийство. В 1991 году Боротьбенко будучи водителем обслуживал столовую одного из предприятий, расположенных на территории Харьковского массива Киева, где познакомился с поварихой, с которой у него вскоре начались интимные отношения. Боротьбенко впоследствии признавался, что с охотой пользовался благосклонностью девушки, однако влюблен в нее не был и жениться на ней не собирался, хотя она изо всех пыталась всячески склонить его к свадьбе. Однажды согласно свидетельствам Анатолия Боротьбенко, девушка незаметно вытащила у Анатолия из машины его документы и в шутливой форме заявила ему, что отдаст их ему только тогда, когда он сделает ей предложение руки и сердца, однако он ей отказал, после чего они расстались и по его утверждению якобы больше не встречались. По версии следствия, Боротьбенко после того, как девушка отказалась отдавать ему документы, впал в ярость и предложил ей съездить на пустырь, в безлюдную местность для серьезного разговора, после чего вывез ее на машине на окраину города, где совершил на нее нападение, в ходе которого задушил куском мягкой проволоки и сбросил тело в коллектор оросительной системы. После того как тело жертвы было найдено Анатолий Боротьбенко попал в число подозреваемых и подвергался допросу, однако он отрицал свою причастноть к совершению преступлению. Так как очевидных доказательств его причастности к убийству найдено не было, его в конечном итоге вынуждены были отпустить.
Младший из братьев Александр Боротьбенко, после окончания 8 классов школы начал трудовую деятельность на одном из Киевских заводов. В этот период он много свободного от работы времени проводил в обществе лиц, ведущих криминальный образ жизни,  которые сильно повлияли на психоэмоциональное состояние, вследствие чего он стал совершать кражи и угоны автомобилей. В октябре 1992 года Анатолий и Александр Боротьбенко были арестованы за ограбление и изнасилование женщины, которую они подвозили на машине. Во время расследования Анатолий взял основную вину на себя, после чего суд назначил ему уголовное наказание в виде 6 лет лишения свободы. Александр Боротьбенко, как несовершеннолетний — отделался легким испугом. Через несколько месяцев, в начале 1993 года он был арестован за совершение угона автомобиля. Боротьбенко-младший был осужден, однако суд проявил к нему как к несовершеннолетнему снисхождение и приговорил его всего лишь к 2 годам исправительных работ по месту основной работы. Анатолий Боротьбенко отбыл свое наказание полностью и вышел на свободу в октябре 1998 года, после чего вернулся в Киев к родителям. После освобождения он совместно с братом Александром решили зарабатывать на жизнь частным извозом и уговорили своего отца отдать им в свое распоряжение его машину, после чего они совершили серию убийств.

### Серия убийств
В период с 5 ноября 1998 по 13 июля 1999 года братья Боротьбенко совершили не менее 14 убийств  девушек, женщин и одного мужчины на территории города Киев и Киевской области по различным мотивам. Практически во всех случаях  братья продемонстрировали выраженный им образ действия. В качестве жертв братья Боротьбенко в основном выбирали молодых женщин, находившихся в возрасте 20-30 лет, занимающихся проституцией в районе окружной дороги Киева. Посадив девушку в автомобиль, они увозили ее на окраину города, где в безлюдной местности подвергали избиению, различным физическим издевательствам и сексуальному насилию, после чего убивали. Серия убийств началась 5 ноября 1998 года. Первой жертвой стала одна из знакомых Анатолия Боротьбенко. В день убийства он пригласил ее покататься по Киеву, после чего увез на окраину города, где несколько раз изнасиловал вместе с братом Александром, в том числе в извращенной форме, после чего убил ударом отвертки в сердце. Следующей жертвой братьев стал мужчина, офицер пожарной охраны, который стал единственной жертвой мужского пола в списке жертв братьев Боротьбенко. В день убийства, братья Боротьбенко занимаясь частным извозом посадили его в свой автомобиль в качестве пассажира. Во время езды, Александр Боротьбенко обратил внимание на то, что он был одет в кожаную куртку с меховой подкладкой, после чего он решил ограбить офицера. Когда мужчина рсплатился за поездку и вышел из машины братьев возле своего дома, Александр Боротьбенко достал из-под сиденья автомобиля малокалиберный пистолет с глушителем и побежал за жертвой в подъезд. На первом этаже, Александр Боротьбенко под угрозой оружия потребовал офицера отдать ему куртку и деньги, однако офицер ему отказал, после чего Боротьбенко-младший застрелил его. У убитого он забрал куртку и деньги, после чего затащил труп в лифт и отправил его на девятый этаж, после чего вернулся в машину к брату и они успешно скрылись с места преступления. За этим последовала  серия убийств еще 11 проституток. Одну их жертв  Анатолий Боротьбенко вывез на Жуков остров, где угрожая ей оружием, связал ей руки и ноги, после чего заклеил скотчем нос и рот и в течение нескольких минут наблюдал, как она умирала от удушья. Неделю спустя Анатолий закопал в лесу около окружной дороги труп очередной убитой им женщины. В другом случае, Анатолий Боротьбенко задушил проводом от телевизора женщину, с которой у него начались интимные отношения и к которой он в день убийства напросился в гости. Последнее убийство было совершено 13 июля 1999 года. Поздно вечером Анатолий Боротьбенко посадил в свой автомобиль двух подруг по имени Татьяна и Алла. Во время поездки Боротьбенко познакомился с девушками, которые проявили к нему явную симпатию. Он высадил их возле популярного кафе, после чего принялся ждать девушек, которые поужинав, вышли из кафе, снова встретились с Боротьбенко и согласились на его предложение покататься по ночному городу. Он отвез их в лесопосадку, идущей параллельно столичному шоссе, где предложил им выпить шампанского, предварительно подмешав в него клофелин. После того как Татьяна уснула, Анатолий Боротьбенко изнасиловал и задушил шнурком Аллу. С тела убитой женщины он снял ювелирные украшения, забрал из ее сумочки ключи от квартиры, а тело поместил в багажник. В этот момент от хлопка крышки багажника проснулась Татьяна. Заметив ее, Анатолий Боротьбенко принял решение ее также убить, после чего подошел к ней и совершил попытку ее удушения. После того, как Татьяна впала в бессознательное состояние, Боротьбенко решил, что она мертва. Он поместил ее тело в салон автомобиля и уехал из лесопосадки. Он приехал на территорию Жукова острова, где сбросил тело Аллы в ливневой колодец. В этот момент Татьяна снова пришла в сознание, после чего Боротьбенко снова напал на нее, пытаясь задушить, но вынужден был прекратить попытки при появлении свидетелей преступления. Он намеревался убить девушку в районе промзоны Корчеватое, однако доехать туда не успел. Во время движения автомобиля Татьяне удалось выброситься из машины и убежать от Боротьбенко. Татьяну встретил на шоссе ее знакомый, который доставил девушку в районный отдел милиции, где она заявила об убийстве своей подруги Аллы. Однако так как они ранее была замечены в занятии проституцией, достоверность ее показаний была подвергнута сомнению. В этот же день, поздно вечером Анатолий Боротьбенко вместе с братом Александром появился возле дома убитой накануне Аллы. Они смогли проникнуть внутрь квартиры, где в течение нескольких часов вынесли из нее предметы мебели и различную бытовую технику. Действия братьев привлекли внимание проходившего мимо милиционера, который поинтересовался у Анатолия Боротьбенко на счет того, что за перевозки они осуществляют после полуночи. Однако Боротьбенко заявил ему, что он поссорился со своей сожительницей и забирает собственные вещи из ее квартиры, после чего милиционер ушел.

### Арест, следствие и суд
Анатолий Боротьбенко был арестован 30 июля 1999 года на основании показаний выжившей жертвы и ряда свидетелей, которые запомнили номер его автомобиля. После ареста Анатолий Боротьбенко выразил согласие сотрудничать со следствием и стал давать признательные показания по каждому эпизоду. Первоначально всю вину в совершенных убийствах он брал на себя, не сказав следователям ни слова об участии брата. Осенью 1999 года Анатолий Боротьбенко с целью закрепления показаний следственными действиями, под конвоем был доставлен на места совершения убийств для участия в следственных экспериментах, целью которых было воспроизведение обстоятельств совершения преступлений на местности. В ряде случаев, в ходе экспериментов, Боротьбенко показал места, где были закопаны не найденные к тому времени трупы убитых им женщин. Орудие убийства в ходе обыска квартиры и автомобиля Анатолия Боротьбенко первоначально найдено не было. Сам он утверждал, что незадолго до ареста разобрал пистолет, из которого убивал своих жертв и раскидал его детали в разных районах Киева. В этот период следователи решили провести обыск в апартаментах родственников Анатолия Боротьбенко. Орудие убийства было обнаружено во время обыска в квартире сожительницы младшего брата Александра Боротьбенко, после чего он был задержан. Пистолет был отправлен на криминалистическо-баллистическую экспертизу, результаты которой установили, что все жертвы были убиты братьями из этого же пистолета. Отпечатки пальцев на нем соответствовали отпечаткам пальцев Анатолия и Александра Боротьбенко, после чего он подвергся допросу, в ходе которого не выдержав давления признался в соучастии в убийствах и также стал давать признательные показания. В ходе перекрестных допросов братьев, следователи сопоставив их показания, соответствие в датах, географических данных и времен года, в конечном итоге предъявили им обвинение в совершении 14 убийств и в одном покушении на убийство.
Судебный процесс открылся 12 апреля 2002 года. На судебных заседаниях братья Боротьбенко отказались от своих признательных показаний, заявив что они были выбиты из них под психологическим и физическим давлением. 35-летний Анатолий Боротьбено вскоре заявил, что признает себя виновным только по одному эпизоду умышленного убийства, в то время как 25-летний Александр Боротьбенко вообще не признал свою вину ни по одному из пунктов обвинения.
7 июня 2002 года Киевский апелляционный суд собранную следствием доказательственную базу признал исчерпывающей, вследствие чего признал братьев Боротьбенко виновными в совершении 14 убийств, после чего назначил каждому из них уголовное наказание в виде пожизненного лишения свободы. Кроме братьев, по уголовному делу проходили еще трое обвиняемых, однако их причастность к совершению убийств не была доказана. Двое из них получили условные сроки, а третий — Дмитрий Смирнов, одноклассник Александра Боротьбенко, принимавший участие в угонах автомобилей был приговорен к 6 годам лишения свободы. После вынесения приговора, государственный обвинитель Сергей Василенко, заявил, что считает приговор Киевского городского апелляционного суда справедливым, в то время как судья Владимир Ходас заявил, что считает отмену смертной казни на территории Украины преждевременной и справедливым приговором в отношении братьев Боротьбенко был бы расстрел.

### В заключении
После осуждения Анатолий Боротьбенко содержался в Киевском СИЗО №13. 5 марта 2004 года из этого СИЗО была совершена попытка побега двух осужденных к пожизненному лишению свободы, которым удалось вступить в преступный сговор с женщиной-цензором СИЗО. Из корыстных или личных побуждений она передала заключенным за несколько дней до попытки побега пистолет и ножи. Побег был предотвращен уже за пределами корпуса, где содержались осужденные. После этого Госдепартамент Украины по вопросам исполнения наказаний начал служебное расследование, по итогам которого были уволены трое сотрудников СИЗО №13 — инспектор по проверке и доставке писем И. Жигаревич, а также дежурный помощник и дежурный оператор, которые несли дежурство в тот день, когда была совершена попытка побега. Кроме этого, в ходе проверки прокуратурой города Киев было установлено, что администрацией Киевского СИЗО №13 управления города Киева и Киевской области Государственного департамента по исполнению наказаний были допущены грубые нарушения требований уголовно-исполнительного законодательства Украины. По состоянию на 10 марта 2004 года в  СИЗО №13 содержалось 22 человека, которые были приговорены судами к пожизненному лишению свободы и приговоры в отношении которых вступили в законную силу. Ряд из них, в том числе Анатолий Боротьбенко содержались в СИЗО незаконно более 1.5 лет, что являлось грубым нарушением требований УИК Украины и Закона Украины О предварительном заключении. Согласно этим законам следственные изоляторы являются учреждениями для содержания лиц, которым в качестве меры пресечения избрано заключение под стражу и лиц, впервые приговоренных к лишению свободы за преступления небольшой или средней тяжести, которые могут быть по их согласию оставлены в следственном изоляторе для работы по хозяйственному обслуживанию, но не позднее десятидневного срока со дня вступления приговора в законную силу. В обратном случае, со дня вступления приговора в законную силу, осужденные должны были этапированы в исправительные колонии строгого режима для отбывания наказания. Анатолий Боротьбенко должен был покинуть СИЗО №13 в январе 2003 года, однако администрация следственного изолятора по каким-то причинам не стала его переводить в исправительную колонию, хотя по закону он не имел права отбывать свое уголовное наказание в СИЗО. Только лишь в середине 2004 года, после окончания расследования и проверок, Анатолий Боротьбенко и другие осужденные к пожизненному лишению свободы покинули Киевское СИЗО №13 и были переведены в исправительные колонии особого режима. После 2004 года достоверных сведений о дальнейшей судьбе Анатолия Боротьбенко нет.
Его младший брат Александр Боротьбенко отбывал свое наказание в одной из исправительных колоний особого режима. В 2021 году 44-летний Александр Боротьбенко совместно с 43 другими осужденными к пожизненному лишению свободы подал коллективную жалобу на следователей и представителей прокуратуры в Европейский суд по правам человека. Рассмотрев жалобу суд установил в отношении представителей прокуратуры  действия, нарушающие части 3-й статьи Конвенции, после чего принял положительное решение, обязав Украину выплатить в качестве компенсации за моральные страдания Александру Боротьбенко и другим заявителям несколько тысяч евро.